# Die Leibwächterin
Pour les articles homonymes, voir Bodyguard (homonymie).
Pour plus de détails, voir Fiche technique et Distribution.
Die Leibwächterin (titre international, The Bodyguard) est un téléfilm allemand réalisé par Markus Imboden et sorti en 2005.

## Synopsis
Mona, la garde du corps, est chargée de protéger la personnalité politique Johanna, qui s’est lancée dans l’industrie du tabac.
Un étranger fait pression sur Mona pour obtenir des informations sur Johanna en la menaçant de faire du mal à son fils. Tandis que Johanna tombe amoureuse de Mona. La situation se complique.

## Fiche technique
- Titre original : Die Leibwächterin
- Titre international : The Bodyguard
- Réalisation : Markus Imboden
- Scénario : Harald Göckeritz (de)
- Photographie : Jo Heim
- Musique : Annette Focks
- Montage : Ursula Höf
- Production : Christian Granderath, Liane Retzlaff
- Société de production : Colonia Media
- Genre : Drame, romance saphique
- Pays d'origine :  Allemagne
- Langue d'origine : allemand
- Lieux de tournage :
  - Berlin, Allemagne
  - Bruxelles, Belgique
  - Mer Caspienne
- Durée : 90 minutes (1 h 30)
- Dates de sortie:  États-Unis 2005

## Distribution
- Ulrike Folkerts : Mona Dengler
- Barbara Rudnik : Johanna Sieber
- Peter Kremer : Frank
- George Lenz : Bodo
- Helmut Berger : Peter Dengler
- Matthias Brandt : Till Sieber
- Heinrich Schmieder : Ben
- Matthias Matz : Jurek
- Marco Bretscher-Coschignano : Philip Dengler
- Hannes Hellmann : Bob
- Alexander Strobele : Grassmann
- Christian Sievers : Reporter
- Vittorio Alfieri : Graciano Mancinelli
- Hans-Uwe Bauer (de) : Mike Führler
- Peter Benedict : Marc Baré